# Salix argyracea
Espèce
Classification APG III (2009)
Salix argyracea est une espèce de plantes à fleurs du genre Salix et de la famille des saules (les Salicaceae). C'est un arbuste de grande taille avec des feuilles allant jusqu'à 10 cm de long, velues et brillantes. L'espèce se rencontre au Kazakhstan, au Kirghizistan et en Chine.

## Description
Salix argyracea (du grec argyros pour „argenté“) atteint 5 mètres de haut ; son écorce est grise. La couleur des branches va de doré à brun, elles sont glabres ou avec de rares poils au début. Les bourgeons sont bruns, ovoïdes, légèrement velus au début puis glabres.
Les chatons mesurent 2 cm de long. La floraison a lieu de juillet à août.
Chromosomie : 2n=76.

## Origine
L'espèce provient des montagnes du sud du Kazakhstan, du Kirghizistan et du Xinjiang en Chine.